# اینالبک شریف
اینالبک شریف (به روسی: Иналбек Шериев، آوانگاری: زادهٔ ۱۸ ژانویهٔ ۲۰۰۱) یک کشتی‌گیر آزادکار اهل کشور روسیه است.
از افتخارات وی می‌توان به کسب مدال برنز قهرمانی کشتی جهان ۲۰۲۴ اشاره کرد.

## فعالیت حرفه‌ای

### قهرمانی کشتی جهان ۲۰۲۴
شریف در وزن ۷۰ کیلوگرم کشتی آزاد قهرمانی کشتی جهان ۲۰۲۴ تیرانا شرکت کرد، او در مسابقه های اول تا سوم کیژان کلارک از آلمان، کانان هیباتوف از آذربایجان و آرمان آندرئاسیان از ارمنستان را شکست داد اما در نیمه نهایی به یوشینوسوکه آئویاگی از ژاپن باخت و به دیدار رده‌بندی رفت. وی در دیدار رده‌بندی واسیل شوپتار از اوکراین را شکست داد و مدال برنز را بدست آورد.